# Малая восковая моль
Малая восковая моль, или малая пчелиная огнёвка (восковая огнёвка, мотылица, клочень) (лат. Achroia grisella) — вид восковых молей из семейства огнёвок (Pyralidae).
Вредитель медоносных пчёл. Встречаются всюду, где развито пчеловодство. Восковой молью также называют большую восковую моль. Размах крыльев 16-24 мм. Гусеницы моли повреждают восковые соты, расплод пчёл, запасы мёда, пергу, рамки и утеплительный материал ульев.
Может использоваться как народное средство при лечении некоторых заболеваний.

## Галерея

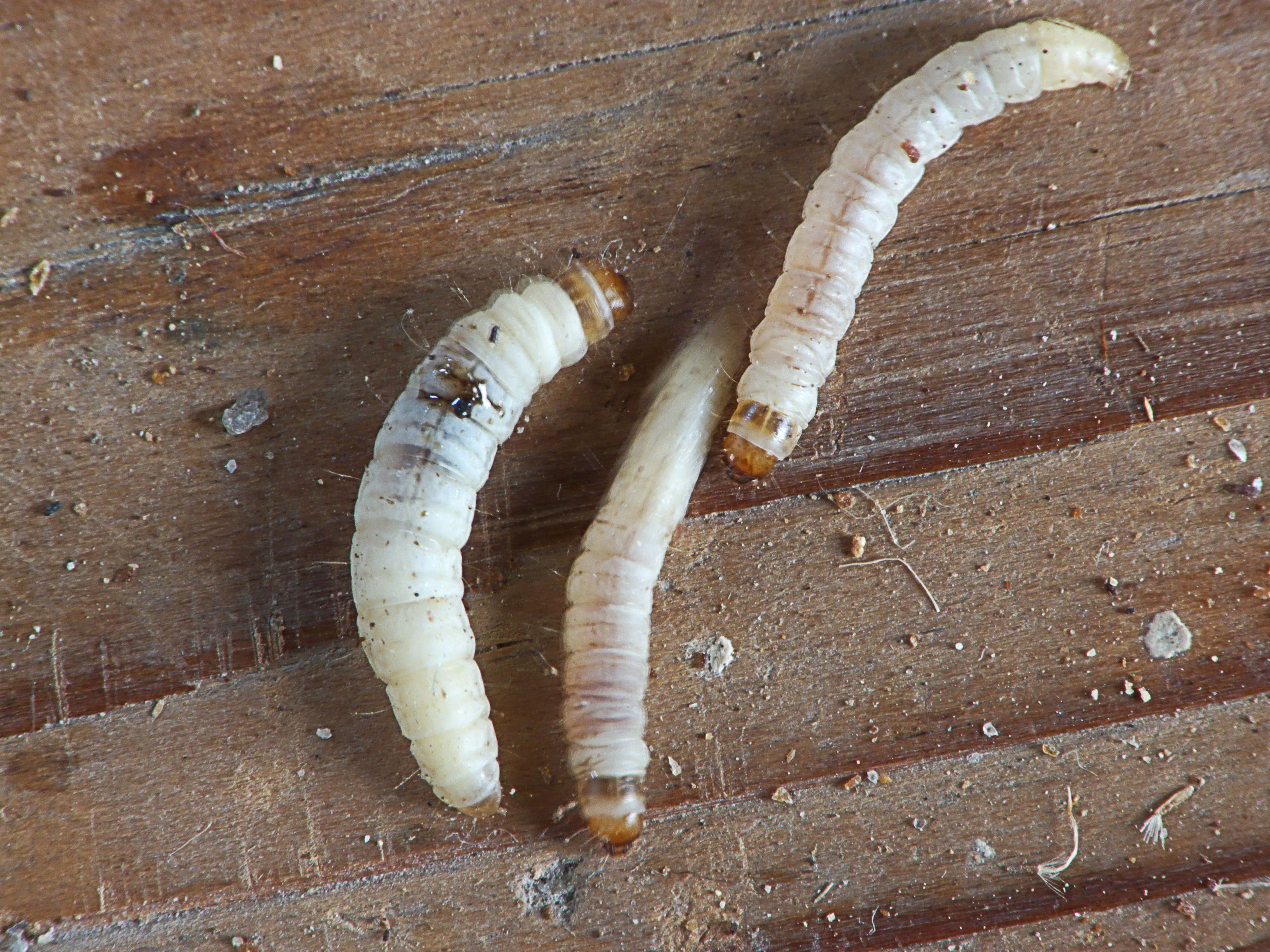
Гусеницы малой восковой моли. Длина 13—16 мм.
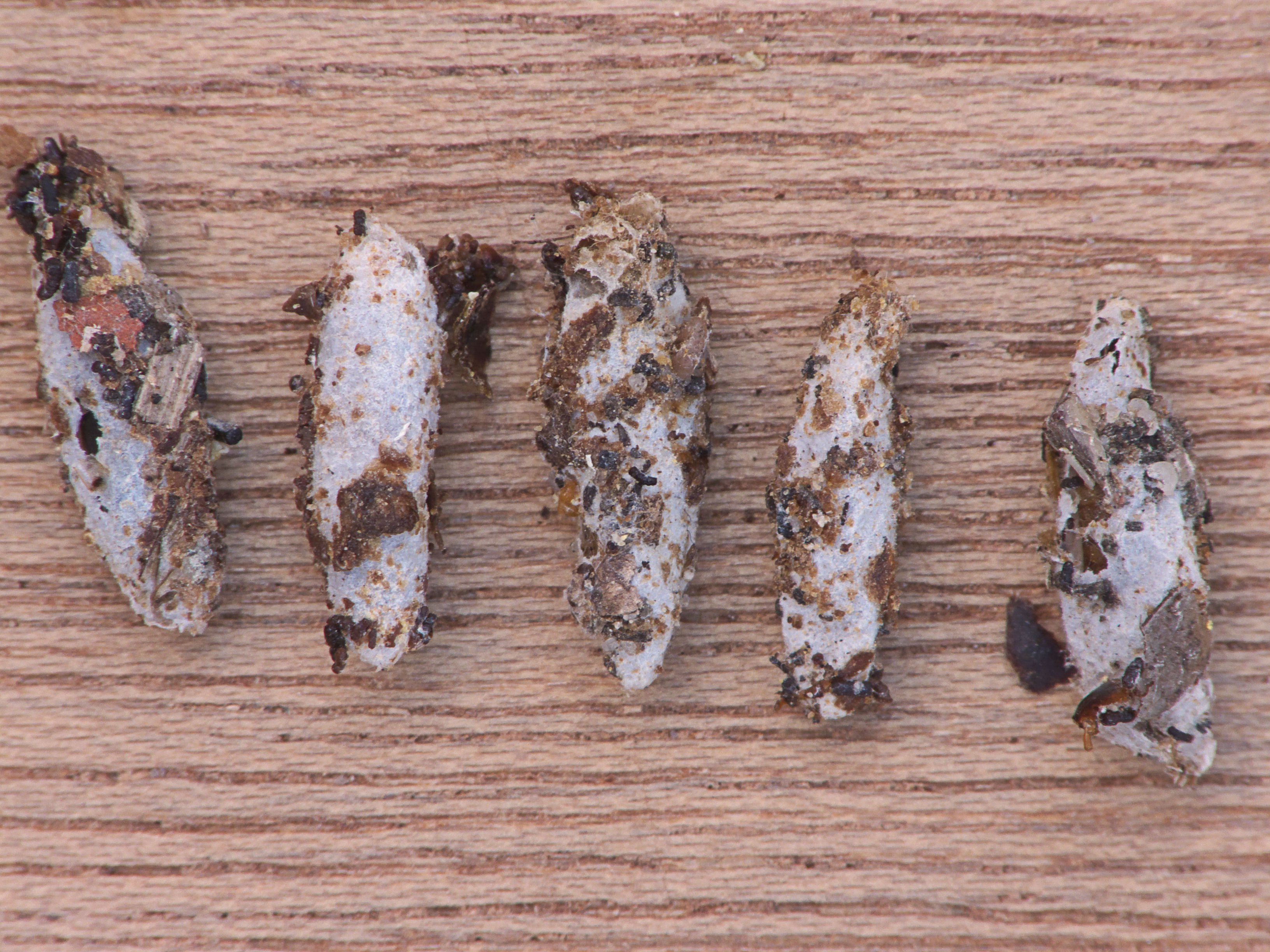
Куколки
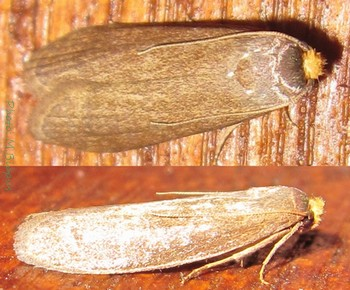